# 玛丽亚姆·阿巴查
玛丽亚姆·阿巴查（Maryam Abacha，1947年3月4日—），尼日利亚卡杜纳人，尼日利亚军事领导人（1993年至1998年）萨尼·阿巴查的妻子。

## 生平
1998年，萨尼·阿巴查去世后，尼日利亚追查阿巴查家族非法取得的巨额财产。1999年，玛丽亚姆·阿巴查说，她的丈夫所作所为均是为了尼日利亚的利益，但这一说法遭到了尼日利亚政府的官员否定，他认为玛丽亚姆·阿巴查这样说是为了说服政府给予她缓刑，因为当时总统奥卢塞贡·奥巴桑乔已经被萨尼·阿巴查关进了监狱。 截至2000年，玛丽亚姆·阿巴查仍在尼日利亚卡杜纳，并继续宣称她的丈夫是无辜的，尽管他的一些措施有悖人权。
阿巴查夫妻共有3个女儿、7个儿子。他们第一个孩子易卜拉欣·阿巴查夭折，最大的儿子是默罕默德·阿巴查。

## 荣誉
- 她创建了阿布贾国立医院（英语：National Hospital Abuja），其前身为国家妇女和儿童医院。2019年10月，她出席了医院成立二十周年的庆祝活动[5][6]。
- 非洲第一夫人和平团 F.E.A.P, N.P.I.[7][8][9][10][11][12][13]
- 玛丽亚姆·阿巴查尼日尔美国大学（英语：Maryam Abacha American University Niger） 以她命名，该校是尼日尔首个以英语授课的大学[14]。